# Elmer Kreuzspitze

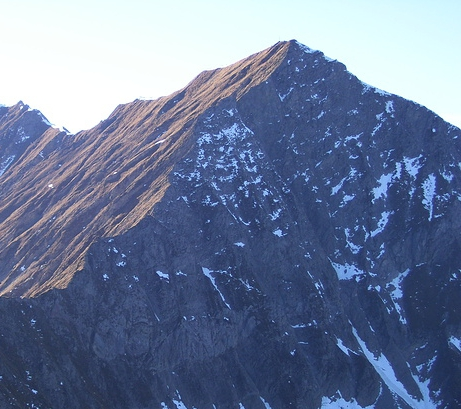
Gipfelaufbau aus Nordosten

Die Elmer Kreuzspitze ist ein 2480 m ü. A. hoher Berg in den Lechtaler Alpen in Tirol. 

## Lage und Umgebung
Die Elmer Kreuzspitze bildet den nördlichen Ausläufer des gewaltigen Kreuzspitzkammes. Nach Westen und Osten fallen markante Steilgrasflanken ab, während der Gipfel auf der Nordseite teilweise senkrechte Felswände aufweist. Im Nordosten schließt sich die Tauberspitze und im Nordwesten der Elmer Muttekopf an. Die Schartenhöhe der Elmer Kreuzspitze beträgt mindestens 100 Meter.
Die nächstgelegenen Orte sind Namlos im Osten, Stanzach im Nordwesten und das namensgebende Elmen im Südwesten. 

## Besteigung
Die Zustiege in steilem Grasgelände erfordern trockene Verhältnisse und Trittsicherheit. Über den Gipfel verläuft der Anhalter Höhenweg.
- Von Elmen

In Elmen hinauf zur Stablalm (1380 m) und weiter durch Wald und steile Grashänge zur Kante des Nordwestgrates. Auf dieser weiter steil empor zum Gipfel. Dieser Aufstieg erfordert etwa vier Stunden.
- Von der Mittleren Kreuzspitze

Von der Mittleren Kreuzspitze (2496 m) nach Norden stellenweise etwas ausgesetzt, aber versichert hinab zum tiefsten Punkt (ca. 2370 m) und auf dem Grat wieder hinauf zum Gipfel. Der Übergang dauert etwa eine halbe Stunde.
- Von der Tauberspitze

Von der Tauberspitze (2298 m) oder schon vor dieser weglos nach Südwesten über das Karjoch zum tiefsten Punkt (ca. 2190 m) und auf dem sehr steilen und ausgesetzten Schrofengrat (Schwierigkeit II) zum Gipfel.